# Chuck Woolery
Charles Herbert "Chuck" Woolery (16 de marzo de 1941- 23 de noviembre de 2024) fue un presentador de concursos de televisión y músico estadounidense. Ha tenido tenencias largas presentando varios concursos diferentes. Fue el presentador de la versión original de Wheel of Fortune desde 1975 hasta 1981, la encarnación original de Love Connection desde 1983 hasta 1994, y Scrabble desde 1984 hasta 1990 (y durante una reposición breve en 1993). También presentó Lingo en Game Show Network (GSN) desde 2002 hasta 2007, y más recientemente presentó Think Like a Cat, que se estrenó por GSN el 15 de noviembre de 2008. Woolery empezó su carrera como un cantante, y ocasionalmente ha incursionado en otros papeles de entretenimiento, tales como actuación y presentación de talk shows.

## Biografía
Woolery nació en Ashland, Kentucky. Es un cristiano renacido y gasta una gran cantidad de tiempo involucrado en trabajo voluntariado para el ministerio.
Woolery sirvió dos años en la Armada de los Estados Unidos después de su graduación de la escuela secundaria. En 1963, Woolery trabajó para Wasserstrom Wine and Import Company en Columbus, Ohio como un consultor de vinos, que contribuyó a su problema con alcoholismo que lo llevó a ser rehabilitado por 4 años de su vida. También fue un representante de ventas para la Pillsbury Company. Durante los años 1960, Woolery y Elkin "Bubba" Fowler grabaron canciones como el dúo musical The Avant-Garde que tuvo éxito como un "one-hit wonder" en 1968 con el éxito "Naturally Stoned." Entre 1977 y 1980, Woolery trabajó como un artista solista para Warner Bros. Records y Epic Records, grabando dos sencillos para Hot Country Songs.
Woolery coprotagonizó como "Mr. Dingle" en la serie infantil New Zoo Revue, emitido en sindicación desde 1972 hasta 1977, y trabajó como un cantante emprendedor de canciones populares. El 6 de enero de 1975, comenzó sus deberes como presentador del concurso de televisión Wheel of Fortune a propuesta de su creador, Merv Griffin (que había visto una aparición por Woolery en The Tonight Show), y continuó con este programa por seis años, concluyendo en 1981 cuando fue involucrado en un conflicto con los productores del programa. Cuando Griffin despidió Woolery de Wheel, el meteorólogo anterior Pat Sajak lo reemplazó como un resultado.
Desde la emisión de su episodio final de Wheel of Fortune el 25 de diciembre de 1981, Woolery ha hecho referencias a su terminación del programa en unos de sus programas posteriores, más notablemente en el final de Scrabble en 1990, y en dos episodios de Greed (un programa que originalmente fue destinado a ser presentado por Phil Donahue).
Otros concursos que Woolery ha presentado durante los años incluyen Love Connection (1983-1994), The Big Spin (1985), Scrabble (1984-1990 y 1993), The Home and Family Show (1996-1998), The Dating Game (1997-1999), Greed (1999-2000), y Lingo (2002-2007). Además, Woolery fue el sujeto de un programa de telerrealidad, Chuck Woolery: Naturally Stoned, y había sido visto en infomerciales de televisión como el portavoz nacional de National Recreational Properties, Inc., haciendo promociones para tales desarrollos inmobiliarios como Holiday Island en Arkansas. También presentó su propio talk show, The Chuck Woolery Show, que duró por solo pocos meses en 1991. También ha presentado The Price is Right Live! en los casinos de Harrah's Entertainment, y apareció en el espectáculo en etapa "$250,000 Game Show Spectacular" en Las Vegas Hilton hasta que el espectáculo se terminó en abril de 2008.
Woolery fue el copresentador, junto con Cristina Ferrare, de una programa única de entrevistas e información, The Home and Family Show, a finales de los 1990. Sin embargo, fue reemplazado en el año final del programa por Michael Burger.
Woolery, que a menudo ha hablado con entusiasmo sobre la pesca baja, vende su propia línea de productos de la pesca, incluyendo el "MotoLure," un señuelo motorizado que simula los movimientos de un pez pequeño. Su pasión por la naturaleza también le permitió convertirse en uno de los portavoces oficiales para QVC, donde promueve otros muchos productos. Woolery también ha jugado en el World Poker Tour Hollywood Home Game para la caridad Safe Passage.
Falleció el 23 de noviembre de 2024.

## Discografía
| Año  | Canción                    | Posiciones más altas en la tabla |
| Año  | Canción                    | U.S. Country                     |
| ---- | -------------------------- | -------------------------------- |
| 1977 | "Painted Lady"             | 78                               |
| 1977 | "Take 'Er Down, Boys"      | —                                |
| 1980 | "The Greatest Love Affair" | 94                               |